# Villanueva de las Manzanas
Villanueva de las Manzanas és un municipi de la província de Lleó a la comunitat autònoma de Castella i Lleó. Forma part de la comarca de Sahagún.

## Demografia
| 1991 |  | 1996 |  | 2001 |  | 2004 |
| ---- |  | ---- |  | ---- |  | ---- |
| 677  |  | 656  |  | 591  |  | 558  |